# Hrabstwo Estill

Piramida wieku hrabstwa

Hrabstwo Estill – hrabstwo w USA, w stanie Kentucky. Według danych z 2000 roku, hrabstwo zamieszkiwało 15 307 osób. Siedzibą hrabstwa jest Irvine.
Hrabstwo należy do nielicznych hrabstw w Stanach Zjednoczonych należących do tzw. dry county, czyli hrabstw gdzie decyzją lokalnych władz obowiązuje całkowita prohibicja.

## Miasta
- Irvine
- Ravenna